# Serie Mundial de 1990
La Serie Mundial de 1990 fue jugada entre Cincinnati Reds de la Liga Nacional y los Oakland Athletics de la Liga Americana, entre el 16 de octubre y el 20 de octubre de 1990. Fue la quinta ocasión juego en que un equipo de la Liga Nacional logró una barrida y la segunda de los Reds después de que lo hicieron en 1976, así como la segunda Serie Mundial consecutiva para terminar en un barrida, después de que los Athletics lo hicieron frente a los San Francisco Giants en 1989. Se recuerda por los siete hits consecutivos de Billy Hatcher. El barrido extendió la racha de victorias en la Serie Mundial de los Reds a nueve partidos, que se remontan a 1975. Esta también fue la segundo encuentro de la Serie Mundial entre ambas franquicias (Oakland ganó cuatro partidos a tres en 1972). Hasta la fecha, esta sigue siendo la última aparición de ambos equipos en la Serie Mundial
El mánager de los Athletics, Tony La Russa y el de los Rojos, Lou Piniella, eran viejos amigos y compañeros de equipo en Tampa, en el American Legion Post 248.

## Resumen
NL Cincinnati Reds (4) vs AL Oakland Athletics (0)
| Juego | Marcador                                                | Fecha         | Lugar              | Público |
| ----- | ------------------------------------------------------- | ------------- | ------------------ | ------- |
| 1     | Oakland Athletics - 0, Cincinnati Reds - 7              | 16 de octubre | Riverfront Stadium | 55,830  |
| 2     | Oakland Athletics - 4, Cincinnati Reds - 5 (10 innings) | 17 de octubre | Riverfront Stadium | 55,832  |
| 3     | Cincinnati Reds - 8, Oakland Athletics - 3              | 19 de octubre | O.co Coliseum      | 48,269  |
| 4     | Cincinnati Reds - 2, Oakland Athletics - 1              | 20 de octubre | O.co Coliseum      | 48,613  |

|                                                         |
| Campeón de las Grandes Ligas Cincinnati Reds 5.º título |